# جيوفاني جوستنياني
جيوفاني جوستنياني (باللاتينية: Ioannes Iustinianus Longus) ؛ (1418 - 1 يونيو 1453) قبطان جنوي وسليل أسرة «دوريا» إحدى أعظم الاسرة الجنوية، قاد جيوفاني نحو 700 مقاتل محترف من الجنويين واليونانيين قدموا من جزيرة خيوس التابعة لجمهورية جنوة وذلك من أجل الدفاع عن مدينة القسطنطينة إبان حصارها من قبل قوات السلطان العثماني محمد الثاني عام 1453، قام جيوفاني بنفسه بتمويل وقيادة الحملة العسكرية وبمبادرة شخصية منه، وحال وصوله للقسطنطينية منحة الإمبراطور قسطنطين الحادي عشر القيادة العامة لجميع القوات البرية.
في 29 مايو 1453 وخلال الهجوم الاخير للعثمانيين على مدينة القسطنطينية اصيب جيوفاني بمدفع عثماني خلال دفاعه عن الاسوار مما اجبره على الانسحاب من موقعه على الاسوار وتسبب ذلك في انهيار معنويات المقاتلين وتمكن العثمانيون في اليوم ذاته من اقتحام المدينة فيما غادرها جيوفاني وتوفي في 1 يونيو 1453 من جراء جراحه ونقلت جثمانه من قبل رفاقه إلى جزيرة خيوس فيما تشير بعض المصادر المكتوبة بيد أشخاص مُعادين للجنويين (مثل الجرَّاح البُندقي نقولا باربادو) أنَّ جوستنياني أُصيب إصابةً طفيفة، أو لم يُصب على الإطلاق، لكنَّهُ أُصيب بالهلع بعد أن رأى موجات العُثمانيين المُتتالية تدخل المدينة، فتظاهر بأنَّهُ أُصيب حتّى ينسحب من ميدان المعركة، فكان لتصرُّفه هذا أثرٌ مُدوٍّ في نتيجتها. كانت اتهمات الجُبن والخيانة المُوجهة إلى جوستنياني مألوفةً وعلى لسانِ أهل كُلِّ بلاطٍ في أوروپَّا، لدرجةٍ دفعت جمهوريَّة جنوة أن تنفيها نفيًا قاطعًا عبر توجيهها رسائل دبلوماسيَّة إلى سُفراء إنگلترا وفرنسا ودوقيَّة بورغندي وغيرها.